# Neodasys uchidai
Neodasys uchidai is een buikharige uit de familie Neodasyidae. Het dier komt uit het geslacht Neodasys. Neodasys uchidai werd in 1961 voor het eerst wetenschappelijk beschreven door Remane. 